# José María Bautista Hernández
José María Bautista Hernández (Murcia, 1901-1982) fue un abogado y político español. Alcalde de Murcia entre 1932 y 1934 por el Partido Republicano Radical Socialista y nuevamente durante unos meses en 1936 por Unión Republicana.

## Biografía
Durante los primeros años de la II República española se sucedieron cinco alcaldías en el ayuntamiento de Murcia, reflejo de la lucha que hubo por controlar el gobierno municipal y las desavenencias partidistas del bloque antimonárquico, el cual salió de las elecciones municipales de abril de 1931 con 17 concejales republicanos (entre el Partido Radical Socialista y Alianza Republicana), 5 agrarios y 4 socialistas (un total de 26 frente a los 20 del bloque monárquico).
Tras la alcaldía de transición del socialista José Ruiz del Toro, serían diversos alcaldes radical-socialistas los encargados de presidir el ayuntamiento, tales como Luis López Ambit (durante 1931), José Moreno Galvache (entre enero y septiembre de 1932) o José María Bautista Hernández, cuyo paso por la alcaldía fue el más duradero del periodo (1932-1934).  
Durante su primera etapa como alcalde se aprobó la pavimentación de 32 calles de la ciudad y la construcción de alcantarillado en otras 28, lo que supuso una fiebre constructora en cuanto a higiene pública. Esto se debió a que tras el fracaso de Moreno Galvache para aprobar el régimen de Carta Municipal, la coalición de gobierno cambió de estrategia, optando por acelerar la construcción de alcantarillado y pavimentación como una alternativa menos ambiciosa para encarar los dos grandes problemas de la ciudad: el paro y la higiene pública.
Cesó como alcalde tras la suspensión de los ayuntamientos con motivo de la Revolución de octubre de 1934, siendo sustituido por un ayuntamiento gobernativo.
Tras la victoria del Frente Popular en las elecciones de febrero de 1936, José María Bautista Hernández, miembro entonces de Unión Republicana, volvió a la alcaldía por unos meses, aprobándose la pavimentación de siete calles y la construcción de alcantarillado en catorce más. También daría comienzo durante su segundo mandato la esperada construcción de la Gran Vía Alfonso X, prevista como conexión del centro de la ciudad con la Estación de Murcia-Zaraiche, obras que se vieron detenidas con el inicio de la guerra civil española.
Fue sustituido como alcalde el 26 de mayo de 1936 por el socialista Fernando Piñuela.  
Como abogado, instaló su despacho en la calle Aliaga, en el céntrico barrio de San Nicolás, calle que adoptaría su nombre en homenaje.